# Genting (Tanjung Sakti Pumu)
Genting is een bestuurslaag in het regentschap Lahat van de provincie Zuid-Sumatra, Indonesië. Genting telt 746 inwoners (volkstelling 2010).